# Пьедикорте-ди-Гаджо
Пьедикорте-ди-Гаджо (фр. Piedicorte-di-Gaggio, корс. Pedicorti di Gaghju) — коммуна во Франции, находится в регионе Корсика. Департамент коммуны — Верхняя Корсика. Входит в состав кантона Бустанико. Округ коммуны — Корте.
Код INSEE коммуны — 2B218.

## Население
Население коммуны на 2008 год составляло 123 человека.
| 1962 | 1968 | 1975 | 1982 | 1990 | 1999 | 2008 |
| ---- | ---- | ---- | ---- | ---- | ---- | ---- |
| 184  | 194  | 182  | 135  | 129  | 127  | 123  |

## Экономика

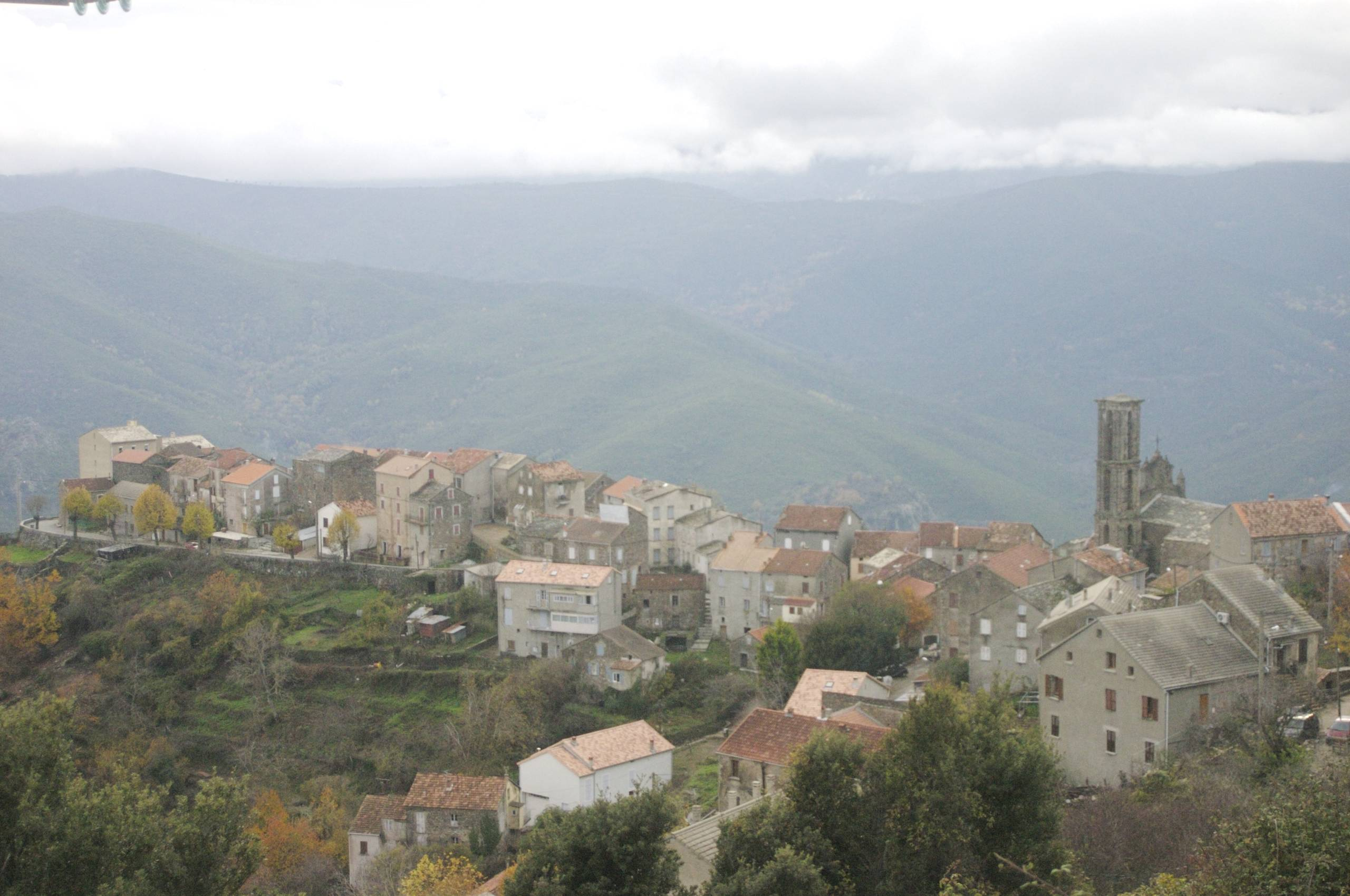
Пьедикорте-ди-Гаджо

В 2007 году среди 57 человек в трудоспособном возрасте (15—64 лет) 30 были экономически активными, 27 — неактивными (показатель активности — 52,6 %, в 1999 году было 62,7 %). Из 30 активных работали 24 человека (17 мужчин и 7 женщин), безработных было 6 (1 мужчина и 5 женщин). Среди 27 неактивных 7 человек были учащимися или студентами, 9 — пенсионерами, 11 были неактивными по другим причинам.